# Kevin Holland
Kevin Holland, född 5 november 1992 i Riverside, är en amerikansk MMA-utövare som sedan 2018 tävlar i Ultimate Fighting Championship.